# Vattholma pastorat
Vattholma pastorat är ett pastorat inom Svenska kyrkan i Upplands västra kontrakt av Uppsala stift.
Pastoratskod är 010903.

## Administrativ historik
Pastoratet bildades 1975 av Tensta pastorat samtidigt med att Vattholma kyrkliga samfällighet bildades.

## Ingående församlingar
- Lena församling
- Tensta församling
- Ärentuna församling